# Ваш Омелян Васильович
Омелян Васильович Ваш (нар. 1925, тепер Закарпатської області — ?) — український радянський діяч, секретар Закарпатського обласного комітету КПУ, 1-й секретар Мукачівського міського комітету КПУ Закарпатської області.

## Біографія
Освіта вища. Член ВКП(б) з 1948 року.
У 1954 — вересні 1961 року — начальник Закарпатського обласного управління культури.
У 1961 — березні 1973 року — 1-й секретар Мукачівського міського комітету КПУ Закарпатської області.
13 лютого 1973 — 14 червня 1979 року — секретар Закарпатського обласного комітету КПУ.
Потім — на пенсії.

## Нагороди та відзнаки
- орден Трудового Червоного Прапора
- ордени
- медалі